# Цепная муфта
Цепная муфта — это компенсирующая муфта, которая состоит из двух полумуфт, выполненных в виде звёздочек, имеющих одинаковые числа зубьев, охватывающей их общей цепи и замкнутого кожуха.

## Конструкция муфты
Ведущая и ведомая полумуфты в виде цепных звёздочек, которые своими ступицами установлены на концах валов с использованием шпоночного соединения. Звёздочки охватывает общая цепь. Благодаря зазору между зубьями звёздочек и роликовой цепью и деформации самой цепи допускается некоторый перекос соединяемых валов. Цепные муфты требуют регулярной смазки для обеспечения максимального срока службы и надежности, особенно при высоких частотах вращения. Для уменьшения износа зубьев звездочек и роликовой цепи муфта заключается в заполненный смазкой защитный кожух, который вращается вместе с муфтой. Широко распространены однорядные цепные муфты с однорядной роликовой цепью, однако муфты с двухрядной роликовой цепью обладают большей компенсирующей способностью. Основной причиной отказа муфт является повышенный люфт при вращении, вызванный изнашиванием зубьев звездочек и шарниров цепи.

## Характеристики муфты
Технические требования к цепным муфтам для некоторых применений стандартизированы. В России для цепных муфт общемашиностроительного применения с приводными роликовыми одно- и двухрядными цепями по ГОСТ 13568, предназначенных для соединения соосных валов при передаче крутящего момента от 63 до 16000 Н·м применяется ГОСТ 20742-93. Полумуфты изготовляют из стали 45 по ГОСТ 1050-74 или марки 45Л по ГОСТ 977-75 при твердости 40…45 HRC. При номинальном вращающем моменте до 1000 Н·м и частоте вращения до 10 с−1 допускается применение муфт без кожухов. Цепные муфты допускают угловое смещение до 1,2° и радиальное смещение до 1,2 мм.

## Достоинства и недостатки
Достоинства цепных муфт:

- простота конструкции и обслуживания;
- относительно небольшие габариты;
- при монтаже и демонтаже не требуется осевого смещения узлов.
- из-за наличия в цепных муфтах  значительных зазоров их применяют в реверсивных приводах и приводах с большими динамическими нагрузками;